# Mafia K'1 Fry
La Mafia K'1 Fry – prononcé Mafia Cainfri (où « Cainfri » est le verlan du mot « Africain(e) ») – est un collectif de hip-hop français originaire du Val-de-Marne. Il a été fondé en 1995 par plusieurs rappeurs et des DJ français, tels que Manu Key, Kery James, Rohff, OGB, Karlito ainsi que les groupes 113 (Rim'K, AP et Mokobé) et Intouchable (Dry et Demon One),.
Le nom Mafia K'1 Fry apparaît pour la première fois en 1994, mais l'histoire du collectif remonte à 1991. À cette époque, Manu Key écrit déjà des textes dans une MJC d'Orly, où il est régulièrement rejoint par Kery James : « Il avait 13 ans, il venait chaque mercredi avec des nouveaux textes, il ne se trompait pas, le rap c’était inné, il avait ça en lui ». Séduit par son talent, Manu Key décide de le prendre sous son aile et forme avec lui le groupe Ideal J. Peu de temps après, il rencontre Rohff, qui impressionne en improvisant un rap à l’arrière d’un bus (circulant entre la porte de Choisy et l’aéroport d'Orly).
Les deux albums studios du collectif se sont classés dans le top 10 des meilleures ventes en France : Jusqu'à la mort (7e) et La Cerise sur le ghetto (8e), tandis que le DVD Si tu roules avec la Mafia K'1 Fry a atteint la 31e place dans sa catégorie. Le collectif est, entre autres, connu à cause des décès ayant affecté le groupe Intouchable (Mamad, Las Montana et Kimbak du Val-de-Marne).
Outre des chanteurs et des musiciens, le collectif compte des breakeurs (Mokobé, Selim du 9.4, Teddy Corona), des graffeurs (AP, Douma), des backers sur scène (Las Montana, Mamad, Rocco, OGB), des beatboxeurs (Mista Flo) et des DJ (DJ Mehdi, DJ Mosko). Le parcours de Teddy Corona, parmi d'autres, illustre cette versatilité : breakeur à l'origine, c'est un ancien membre d'Ideal J qui a ensuite produit les albums O'riginal MC's (1996) et Le Combat continue (1998). Il est également l'initiateur du projet Street Lourd Hall Stars (Small Records), compilation sortie en novembre 2004 avec DJ Mosko, Mista Flo et Rocco. Le volume II est publié le 19 juillet 2010.
Titi l'ancien, de son vrai nom Thierry Pandore, meurt en Guadeloupe le 8 février 2019 des suites d'une longue maladie. 
Le collectif est également lié aux marques de vêtements African Armure créée par Popa Project, et Mafia K'1 Fry Clothing[source secondaire nécessaire].

## Biographie

### Formation et débuts (1995–2002)
La Mafia K'1 Fry est fondée en 1995 et s'appelle à l'origine « L'Union »[source secondaire souhaitée]. Constitué autour de Kery James et Manu Key,, le collectif est surtout composé de chanteurs de Vitry-sur-Seine, Choisy-le-Roi, Orly et Joinville-le-Pont. De l'aveu des membres du groupe, Las Montana était un des leaders. Rim'K nuance cependant cette opinion : « La Mafia K'1 Fry n'a jamais vraiment eu de leader. »
Le nom « Mafia K'1 Fry » est inventé par Douma le Parrain, l'un des piliers fondateurs du groupe lors d'un freestyle improvisé à Orly, à la Demi-Lune : « Tu peux pas test avec Mafia K’1 Fry. »

### La Cerise sur le ghetto(2003–2006)
Le collectif réalise deux mini-albums intitulés Les Liens sacrés et Légendaire,. Le départ de Kery James en 2003 – il reviendra en 2007 – et la mort de plusieurs membres ou proches du collectif, à l'instar de Las Montana à la fin des années 1990, affectent le collectif. Beaucoup le quittent ou s'en éloignent.
Cependant les succès commerciaux de 113 et de Rohff attirent sur d'autres membres moins médiatisés la lumière, leur permettant de sortir leurs albums solos. Intouchable publie Les Points sur les I en 2000. Sur cet opus, les MC du groupe sont Dry, Demon One et Mamoudou Doucouré.
La majeure partie des membres du collectif se rassemble pour réaliser leur premier album commun, La Cerise sur le ghetto, publié en avril 2003,. Celui-ci marque notamment les esprits[source secondaire souhaitée] via les clips des chansons Pour ceux et Balance. Un documentaire retraçant l'histoire du collectif, baptisé Si tu roules avec la Mafia K'1 Fry, obtient un grand succès commercial et critique, ses ventes lui permettant d'atteindre la certification platine. Ce DVD se hisse à la 31e place des classements musicaux français. Quelques mois avant la sortie de l'album, la mort tragique de Mamoudou Doucouré est annoncée. Il assurait les backs d'Intouchable et rappait peu souvent. En 2022, le morceau Pour ceux figure au générique de fin du film Pour la France.
Par la suite, Popa Project et Rohff quittèrent le collectif en invoquant des désaccords humains dont on[style à revoir] ignore les causes (Si tu roules avec la Mafia K'1 Fry, DVD de La Cerise sur le ghetto)[source secondaire souhaitée]. Rohff reste cependant proche de beaucoup de membres de la Mafia K'1 Fry. À l’occasion du concert L’Année du hip-hop 2007, diffusé sur Europe 2 Tv, alors que le collectif rappe le son Guerre, Rohff monte sur scène et prend Kery James dans ses bras[source secondaire souhaitée]. Le griot vitriot annonce officiellement son retour dans la Mafia K'1 Fry sur Skyrock[source secondaire souhaitée] ; il est effectivement présent sur la réédition de l'album Jusqu'à la mort. Rohff affirme aussi que Kery James réalisera Le Code de l'horreur, son prochain album, et que lui-même réalisera le prochain album de Kery[source secondaire souhaitée].

### Jusqu'à la mort(depuis 2007)
Trois ans après La Cerise sur le ghetto, la Mafia K'1 Fry revient sur le devant de la scène avec l'album Jusqu'à la mort. Publié le 29 janvier 2007, ce disque est un des premiers grands succès rap de l'année.
Jusqu'à la mort entre directement à la 7e place des meilleures ventes d'albums en France. Pendant la tournée du groupe du début 2007, une réédition accompagnée d'un DVD est annoncée pour le 4 juin 2007.
En 2011, la Mafia K'1 Fry – représentée par Kery James, Dry et OGB – offre un featuring avec IAM sur l'album d'OGB intitulé La Mémoire[source secondaire souhaitée].
Dans une interview donnée à Booska-P en mai 2013, Kery James annonce que le Mafia K'1 Fry est en studio pour un nouvel album qui pourrait sortir sur le label Wati-B. Néanmoins, l'artiste ne pense pas que l'album se fera du fait de nombreuses divergences au sein du collectif. Un an plus tard, le troisième opus du collectif est effectivement annulé.

## Discographie

### Albums studio
- 2003 : La Cerise sur le ghetto
- 2007 : Jusqu'à la mort

### EPs
- 1997 : Les Liens sacrés
- 1999 : Légendaire

### Compilations
- 2004 : Street Lourd Hall Stars
- 2010 : Street Lourd II

## DVD
- 2004 : Si tu roules avec la Mafia k'1 Fry : documentaire écrit par Mokobé, Teddy Corona et Philippe Roizès et réalisé par ce dernier. Ce film retrace la création du collectif et la réalisation de l'album La Cerise sur le ghetto.